# Бур

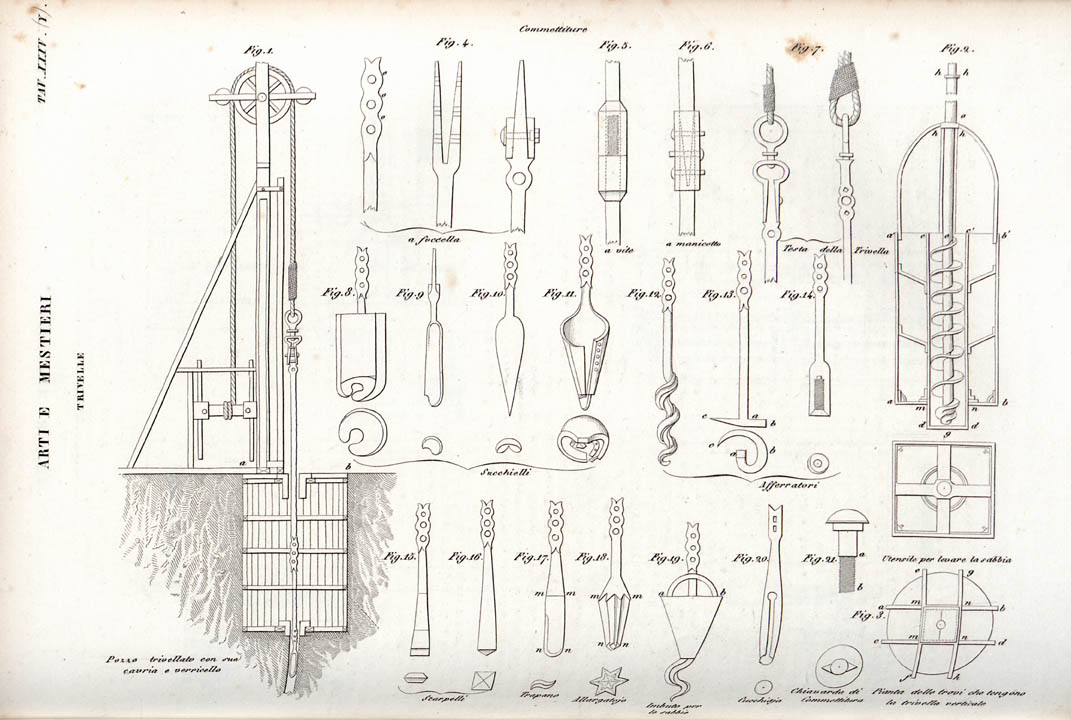
Бур, 1849

Бур — режущий инструмент для проделывания отверстий в твёрдых материалах — в бетоне, камне, кирпиче. В быту и строительстве является основным видом оснастки для перфоратора.
В горном деле шнековый бур — разновидность лопастного шнекового долота, специально предназначенных для вращательного забуривания скважин или шахт колодцев сплошным забоем.

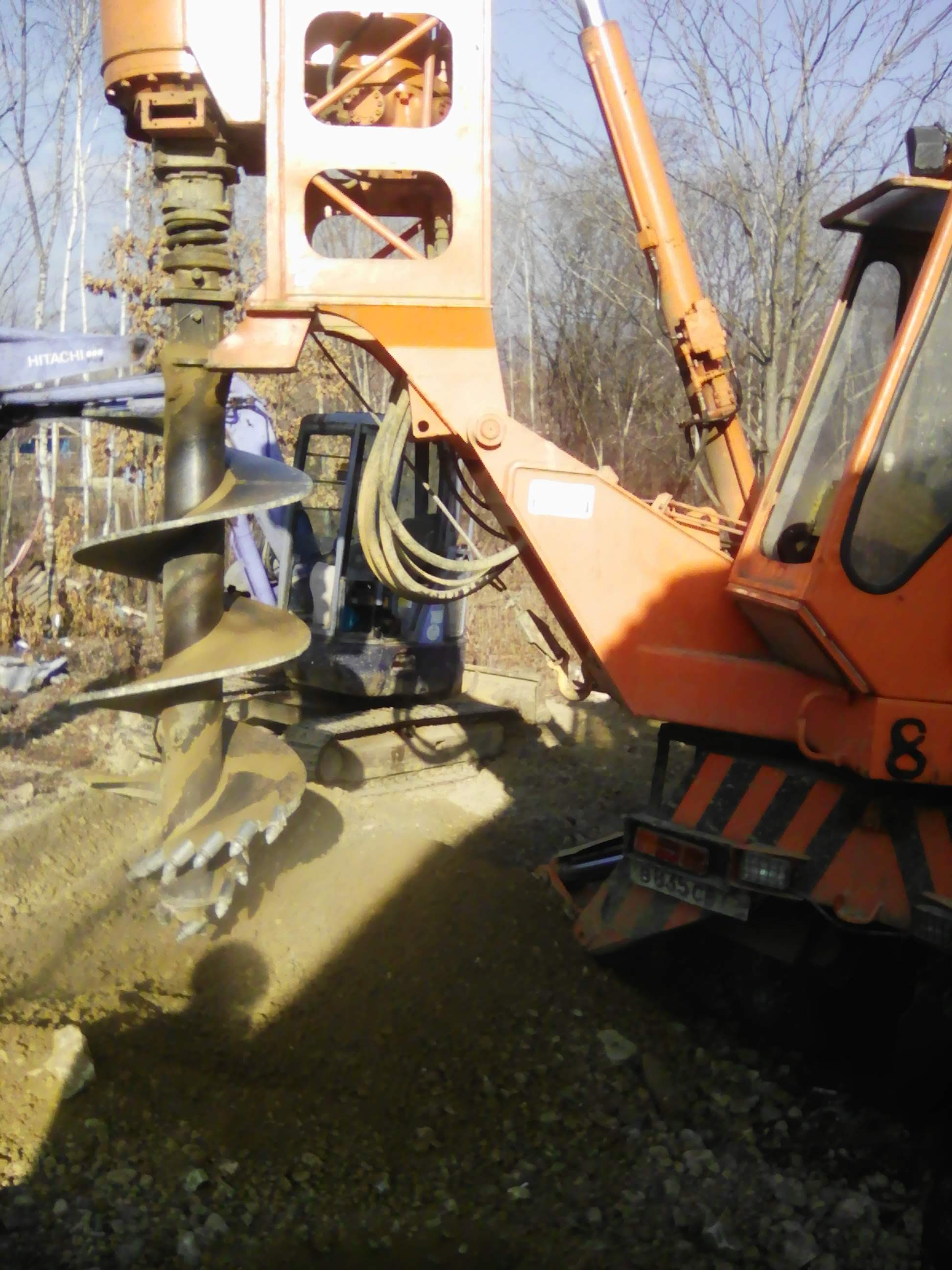
Бур шнековый Б-02401 для тяжелых грунтов VII категории со сменными резцами

## Конструкция
Конструктивно похож на сверло: имеет хвостовик, спираль для отвода разрушенного материала из зоны сверления разрушенного материала (очень редко с этой целью используется полость внутри бура в комплексе с системой вакуумного пылеудаления). Режущая часть бура изготавливается из твёрдого сплава, может иметь различную конфигурацию заточки и различное количество режущих кромок. Для повышения стойкости режущую кромку делают не острой, как у сверла, а немного скруглённой. В отличие от сверла бур имеет на хвостовике специальные элементы для крепления в патроне перфоратора (выемки или выступы).
Существует несколько конструкций хвостовика бура. Наиболее распространены стандарты SDS+ и SDS-max, которые отличаются диаметром хвостовика (10 мм и 18 мм соответственно), а также количеством и размерами выемок, передающих вращающий момент и обеспечивающих фиксацию бура в патроне перфоратора.

## Назначение
Основное назначение — удар с поворотом (поэтому бур не применяют для сверления хрупких материалов). Материал применения — бетон. Пробой кирпича с помощью бура не всегда экономически оправдан, а иногда технологически недопустим (в частности, пробой в пустотелом кирпиче отверстия под анкер или дюбель).

## Особенности применения
Бур, в отличие от сверла, должен свободно перемещаться с определённой амплитудой вдоль своей оси в патроне перфоратора (например, бур SDS+ перемещается примерно на 1 см). Перед фиксацией в патроне на хвостовик бура наносится специальная смазка для снижения потерь мощности и увеличения ресурса бура и патрона.
При работе бурами с длиной более 460 мм обязательно предварительное засверливание буром того же диаметра длиной около 150 мм. Если бур длиной 600—1000 мм, то сверление целесообразно проводить в 3 этапа.